# Momfer de Mol
Momfer de Mol is een personage uit de Nederlandse poppenserie De Fabeltjeskrant. Hij is bekend om zijn Limburgse accent en zijn constante gekuch.
Momfer werkte jarenlang in de Limburgse mijnen voordat hij in het Grote Dierenbos kwam wonen. Hierdoor heeft hij last van kortademigheid, iets wat nog verergerd werd doordat hij een stevige sigarenroker is. De combinatie van zijn gekuch, zijn accent en zijn mompelende manier van spreken zorgt ervoor dat zijn mededieren hem soms maar moeilijk verstaan.
Hij heeft altijd een zonnebril op zijn neus omdat zijn ogen het felle licht boven de grond niet verdragen kunnen. Momfer verdrijft zijn tijd geregeld met de andere dieren in het plaatselijke café Het Praathuis. 
Momfer heeft een eigen single: het Lied van Momfer de Mol.
Zijn stem werd ingesproken door stemacteur Frans van Dusschoten.
Momfer speelt in de eerste drie series alsook in de musical, maar heeft geen rol in de film De Fabeltjeskrant: De Grote Dierenbos-spelen uit 2018, en het daarop volgende vierde seizoen op Netflix